# Rüdigerstraße 10 (Bonn)

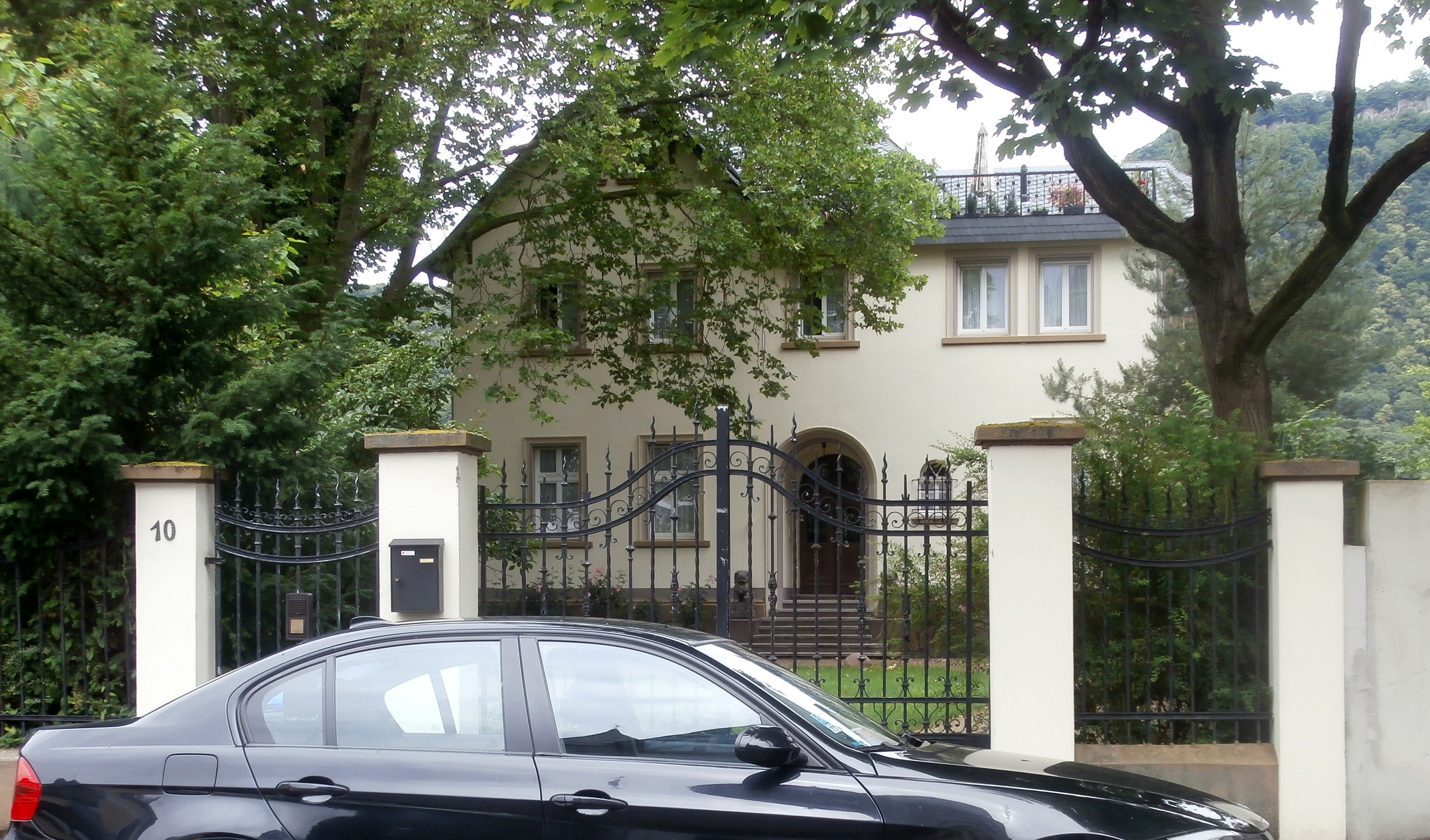
Villa Rüdigerstraße 10, Straßenansicht (2015)

Das Gebäude Rüdigerstraße 10 ist eine Villa in Mehlem, einem Ortsteil des Bonner Stadtbezirks Bad Godesberg, die 1896/97 errichtet wurde. Sie liegt am Rheinufer. Von 1976/77 bis mindestens 2004 beheimatete die Villa die Kanzlei der Botschaft des Staates Benin.

## Geschichte

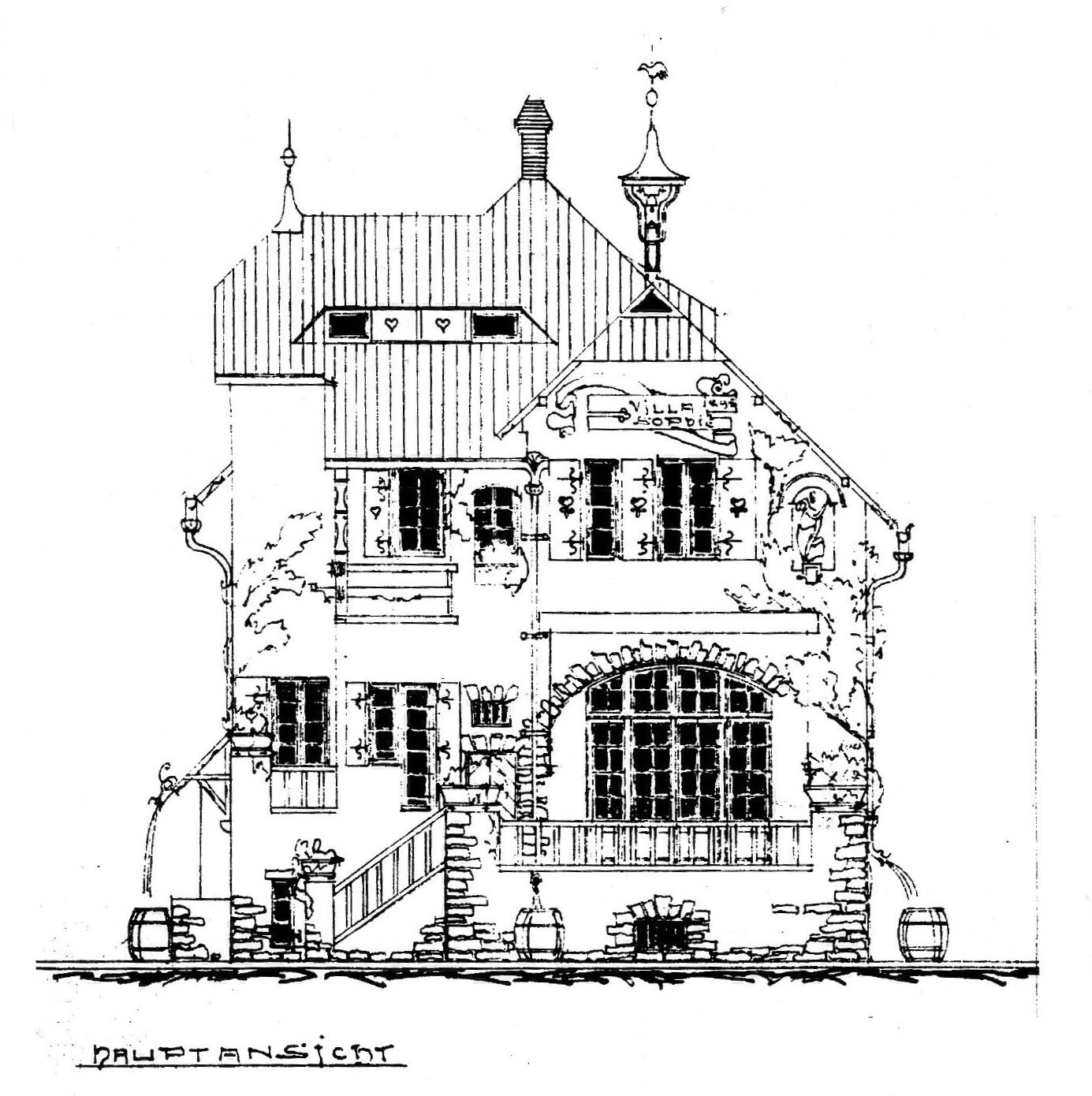
Entwurf, Aufriss der Rheinfront (1896)

Die Villa entstand für den Bauherrn Jakob Paffendorf, einen Bauunternehmer und Dachdecker aus Köln, nach einem Entwurf seines damals im Atelier von Friedrich Ohmann in Prag tätigen Sohnes und Architekten Ludwig Paffendorf. Bereits 1894 hatte Paffendorf gemeinsam mit dem Kölner Architekten Anton Leinen – einem Geschäftspartner, mit dem er später in Köln das Hotel Monopol (heute WDR-Funkhaus) am Wallrafplatz erbauen ließ – auf dem zunächst wohl ebenfalls Paffendorf gehörenden Nachbargrundstück (heute Rüdigerstraße 6) die Errichtung einer Villa geplant. Der von Leinen dazu bereits am 15. Januar 1894 gestellte Bauantrag wurde genehmigt, jedoch der eingereichte Entwurf nicht ausgeführt.:77 Leinen erwarb das Grundstück vermutlich und ließ dort nach neuen Plänen in eigener Regie eine Villa erbauen.:12 Für seinen eigenen – nach seiner Ehefrau „Villa Sophia“ genannten:104 – Neubau stellte Paffendorf am 9. Januar 1886 den Bauantrag, am 21. Mai 1886 war er im Rohbau und 1897 vollständig fertiggestellt. Die Bauausführung erfolgte in gegenüber den Plänen etwas veränderter Weise:103; stilistisch lässt sich die Villa dem virtuosen Picturesque mit Jugendstileinfluss zuordnen. Die Kaiserstraße (heutige Rüdigerstraße) war zur Bauzeit des Hauses noch in Planung:104 und erst 1898 fertiggestellt, sodass es zunächst über die Bodenstaffgasse zwischen Kaiserstraße und Rheinufer in Verlängerung der heutigen Straße Am Glückshaus erschlossen wurde:12.
Der nachfolgende Eigentümer ließ das Haus 1905 an den Kanal anschließen und eine Einfriedung erstellen.:103 1925 wurde die Villa, wiederum unter einem neuen Eigentümer, nach Plänen des Mehlemer Architekten Peter Wald (1883–1954) umgebaut. Dabei erfuhr das Gebäude eine Erweiterung um ein Joch in allen Geschossen nach Westen zur heutigen Rüdigerstraße; das Wohnzimmer wurde um drei Stufen tiefer gelegt.:104
Die Bundesrepublik Kamerun nutzte die Villa nach Aufnahme diplomatischer Beziehungen zur Bundesrepublik Deutschland am 9. Januar 1961 zeitweilig als Residenz ihrer Botschaft, Wohnsitz des Botschafters, am Regierungssitz Bonn. Ebenfalls zu dieser Zeit (Stand: 1962) richtete die  Republik Dahomey (ab 1975 Volksrepublik Benin) nach Aufnahme diplomatischer Beziehungen zur Bundesrepublik Deutschland am 15. Juni 1961 in der benachbarten Villa Rüdigerstraße 6 ihre Botschaft ein und erwarb sie zu diesem Zweck. Sie beheimatete sowohl die Kanzlei als auch die Residenz der Botschaft. Die Kanzlei zog 1971/72 an einen anderen Standort innerhalb von Bad Godesberg (Viktoriastraße 7) um. Die Residenz verblieb zunächst in der Villa Rüdigerstraße 6, 1973 wurde sie um das Grundstück der Villa Rüdigerstraße 10 erweitert. 1974 wurde das Gebäude Rüdigerstraße 6 abgebrochen, sodass anschließend ausschließlich die Villa Rüdigerstraße 10 der Botschaft zunächst weiter als Residenz diente. Ein auf dem angrenzenden Grundstück Rüdigerstraße 6 neuerrichtetes Haus löste die Villa Rüdigerstraße 10 1976/77 als Residenz ab, während sie fortan als Kanzleigebäude diente. Als Folge der Verlegung des Regierungssitzes nach Berlin (1999) zog die Botschaft von Benin als eine der letzten 17 diplomatischen Vertretungen um 2005 dorthin um.